# Sergei Kulibaba
Sergei Jurjewitsch Kulibaba (russisch Сергей Юрьевич Кулибаба, engl. Transkription Sergey Kulibaba; * 24. Juli 1959 in Almaty) ist ein ehemaliger sowjetischer Stabhochspringer.
1980 wurde er Fünfter bei den Halleneuropameisterschaften in Sindelfingen und Achter bei den Olympischen Spielen in Moskau.
Bei den Halleneuropameisterschaften 1983 in Budapest gelang ihm kein gültiger Versuch.
1983 wurde er Sowjetischer Hallenmeister.

## Persönliche Bestleistungen
- Stabhochsprung: 5,70 m, 10. Juli 1981, Leningrad
  - Halle: 5,75 m, 18. März 1987, Klaipėda